# 象耳榕
象耳榕（学名：Ficus aruiculata）为桑科榕属下的一个种。

## 扩展阅读
- 維基物種上的相關：象耳榕